# Microcentrus cornutus
Microcentrus cornutus är en insektsart som beskrevs av Fowler. Microcentrus cornutus ingår i släktet Microcentrus och familjen hornstritar. Inga underarter finns listade i Catalogue of Life.